# Peter Ebert (Fußballspieler)
Peter Ebert (* 9. August 1942) ist ein ehemaliger deutscher Fußballspieler. Der Abwehrspieler hat im damaligen WM-System von 1961 bis 1971 in der erstklassigen Fußball-Oberliga Nord und der zweitklassigen Fußball-Regionalliga Nord für die Vereine Altona 93, SC Concordia Hamburg und 1. FC Phönix Lübeck insgesamt 246 Ligaspiele absolviert und vier Tore erzielt. Im Jahr 1964 zog er mit seinem Heimatverein Altona 93 in das DFB-Pokalhalbfinale gegen den späteren Pokalsieger TSV München 1860 ein.

## Karriere

### Oberliga, 1961 bis 1963
Zur Runde 1961/62 wurde der talentierte Jugendspieler vom AFC aus Bahrenfeld in die Ligaelf in der Oberliga Nord übernommen. Der Defensivspieler hatte die Jugendstationen durchlaufen und 1960/61 mit den Amateuren in der Verbandsliga Hamburg in der Germania-Staffel den 7. Rang belegt. Trainer Kurt Krause hatte einen Umbruch bei den Schwarz-Weiß-Roten von der Adolf-Jäger-Kampfbahn durchzuführen.
Mit Werner Erb, Werner Gorszka, Edgar Preuß und Rudolf Sturm waren gleich vier Leistungsträger zu ersetzen und die Neuzugänge Jürgen Bol, Jürgen Neudorf, Karl-Heinz Pape, Hans-Jürgen Nickels und Peter Ebert hatten ihre bisherigen Erfahrungen im Hamburger Amateurfußball gesammelt. Vor dem Ligastart gehörte der Nachwuchsspieler bereits dem Wettkampfkader der Vertragsspielerelf an. Als es am 25. Juli 1961 im Norddeutschen Pokal gegen den hohen Favoriten Hamburger SV ging, vertraute Trainer Krause auf Ebert und brachte ihn als linken Außenläufer zum Einsatz. Der AFC gewann überraschend mit 2:1; der HSV war deutlich ersatzgeschwächt – ohne Schnoor, Krug, Kurbjuhn, Dieter und Uwe Seeler, Wulf – angetreten. Vier Tage später, am 29. Juli, hatte der AFC bereits in der 1. Hauptrunde des DFB-Pokals bei Tasmania 1900 Berlin anzutreten. Nach einem 1:1 Halbzeitstand verlor Altona mit 1:4 gegen die Neuköllner, welche am Rundenende den Gewinn der Berliner Meisterschaft feiern konnten.
Der Fehlstart in die Oberligarunde im Norden mit 1:9 Punkten stellte unter Beweis, dass die Runde schwierig werden würde. Ebert debütierte am Rundenstarttag, den 6. August 1961, bei einer 0:3-Auswärtsniederlage beim VfR Neumünster in der Oberliga Nord. Er war als linker Verteidiger aufgelaufen. Das erste Mal als Mittelläufer kam er am 27. August beim Auswärtsspiel gegen den FC St. Pauli zum Einsatz. Vor Torhüter Gerhard Behncke bildete er mit den beiden Seitenläufern Werner Goike und Harald Kluge die Läuferreihe des AFC. Beim 0:8-Debakel am 1. Oktober 1961 bei Werder Bremen erlebte der junge Mittelläufer die Torgefährlichkeit von Horst Barth, Klaus Hänel und Willi Soya. Die Pleite wurde allerdings durch das verletzungsbedingte Ausscheiden von Torhüter Behncke schon nach 23 Minuten wesentlich beeinflusst; Spielmacher Heiko Kurth hütete bis zum Schluss das AFC-Tor. Die Auswärtsbilanz mit 8:22 Punkten und 18:50 Gegentoren führte in erster Linie dazu, dass die Schwarz-Weiß-Roten aus Bahrenfeld bis zum Rundenende um den Klassenerhalt kämpfen mussten. Ebert hatte 27 von 30 Punktspiele absolviert und Altona belegte den 11. Rang.
In seinem zweiten Oberligajahr, 1962/63, musste Ebert lange auf seinen ersten Einsatz warten, und dies obwohl der AFC eine schlechte Hinrunde mit 8:22 Punkten ablieferte. Erst am 17. Rundenspieltag, den 16. Dezember 1962, wurde Ebert erstmals zum Einsatz gebracht. Mit 8:24 Punkten zierte Altona den letzten und 16. Rang in der Tabelle und musste beim Tabellendritten Holstein Kiel antreten. Mit der Abwehrformation um Torhüter Walter Banse, dem Verteidigerpaar Göhrke und Wendlandt, sowie der Läuferreihe mit Ebert, Jürgen Müller und Bol eroberte Altona mit einem 4:4 einen Punkt in Kiel und Ebert gehörte von jetzt an, bis zum Rundenschluss, der Stammbesetzung an. In den 14 Punktspielen mit Ebert holte der AFC bis zum Rundenende 14:14 Punkte, landete durch die 2:3-Heimniederlage am letzten Spieltag gegen den VfV Hildesheim aber mit 22:38 Punkten auf dem 15. und vorletzten Platz der Tabelle. Die beiden Tabellenletzten, Altona und der VfB Lübeck, galten offiziell als Absteiger in die Landesligen. Sie bekamen jedoch die Möglichkeit, sich doch noch für die neue Regionalliga Nord ab 1963/64 zu qualifizieren, sofern sie sich in den Qualifikationsrunden gegen die Meister und Vizemeister aus Hamburg, Schleswig-Holstein, die Meister aus Bremen, Niedersachsen-West und Ost, sowie den Ausscheidungssieger der beiden Vizemeister aus Niedersachsen durchsetzen sollten.
Ebert trat mit Altona in der Staffel A gegen den Heider SV, SC Victoria Hamburg, Leu Braunschweig und den VfL Wolfsburg an. Die Qualifizierungsrunde startete für den AFC am 4. Mai, acht Tage nach dem letzten Oberligaspieltag mit der enttäuschenden 2:3-Heimniederlage gegen den VfV Hildesheim. Ebert führte als Mittelläufer und Abwehrchef die Defensive von Altona beim 2:0-Heimerfolg gegen den Heider SV vor 5.000 Zuschauern an. In der Abwehr war Jürgen Müller auf die rechte Verteidigerposition anstelle von Gerhard Göhrke gerückt, der als Mittelstürmer gegen Heide auflief und mit Wolfgang Wellnitz, Klaus Framheim, Herbert Ulatowski und Jürgen Neudorf die Offensive bildete. Außenläufer Heiko Kurth erzielte beide Tore für Altona. In acht Spielen der Qualifizierungsrunde kassierte die von Ebert angeführte AFC-Abwehr lediglich sieben Treffer und erreichte mit 10:6 Punkten den nachträglichen Einzug in die Regionalliga Nord.

### Regionalliga Nord, 1963 bis 1971

#### Altona 93, 1963 bis 1966
Altona belegte 1963/64 hinter Meister FC St. Pauli, Vizemeister und Bundesligaaufsteiger Hannover 96, sowie dem Tabellendritten SV Arminia Hannover mit dem überragenden Lothar Ulsaß den vierten Rang. Ebert hatte lediglich das Startspiel am 11. August 1963 beim späteren Nordmeister FC St. Pauli verpasst und 33 Ligaspiele für den AFC bestritten. Ebert und Kollegen gewannen die „Herbstmeisterschaft“ und legten eine Serie ab dem vierten Spieltag von 23:1 Punkten hin. Darunter waren auch Erfolge gegen den späteren Bundesligaaufsteiger Hannover 96 (4:1), Kiel (3:2), Barmbek-Uhlenhorst (9:1) und zwei Erfolge gegen Arminia Hannover (2:0, 3:1). Wobei der 2:0-Heimerfolg am 1. Dezember 1963 gegen Arminia Hannover mit den blendend aufgelegten Ulsaß und Elfert „eines der besten Spiele der AFC-Vereinsgeschichte gewesen sein soll, mit fliegenden Spielzügen und immer wieder Sonderbeifall.“ Auch nach dem 3:1-Auwärtserfolg am 5. Januar 1964 beim ersten Rückrundenspiel, bekam die AFC-Läuferreihe mit Müller, Ebert und Sonmann glänzende Kritiken. Nach diesem 15. Spieltag führte der AFC die Tabelle mit drei Punkten Vorsprung an. Beim 3:1-Erfolg der Stadtauswahl Hamburg im November 1963 gegen Berlin vertraten Ebert, Göhrke, Framheim, Kautz und Kurth die Farben von Altona. In der Rückrunde konnte Altona um Abwehrchef Ebert die Leistung der imponierenden Hinrunde aber nicht konservieren; die drei Niederlagen in Serie im März 1964 gegen VfB Lübeck (1:2), Holstein Kiel (0:2) und Concordia Hamburg (0:2) vergaben mit der entscheidenden 0:2-Heimniederlage am 25. April gegen FC St. Pauli, alle Chancen in die Bundesligaaufstiegsrunde einzuziehen.
Der Verlauf des DFB-Pokals wurde aber zu einem echten Höhepunkt dieser Runde. In der ersten Hauptrunde im DFB-Pokal gelang drei Tage nach dem 3:1-Erfolg beim VfL Osnabrück, am 8. April 1964, ein 2:1-Heimerfolg gegen den westdeutschen Regionalligisten Borussia Mönchengladbach. In Reihen der „Bökelbergelf“ standen zu diesem Zeitpunkt bereits Spieler wie Manfred Orzessek, Horst-Dieter Höttges, Gerd Schommen, Heinz Lowin, Herbert Laumen, Ulrich Kohn, Egon Milder und Günter Netzer. Mittelstürmer Kohn hatte die Gladbacher zwar mit 1:0 in Führung gebracht, zu weiteren Toren brachten es Netzer und Co gegen Ebert und seine Abwehrkollegen aber nicht mehr. In der zweiten Runde setzte sich die Mannschaft von Trainer Kurt „Jockel“ Krause wiederum mit einem 2:1-Heimerfolg gegen den Duisburger SV durch. Drei Tage später verlor der AFC in der Liga das entscheidende Spiel gegen St. Pauli mit 0:2 Toren. Im Viertelfinale gelang am 20. Mai erneut ein 2:1-Heimerfolg gegen den Bundesligisten Karlsruher SC. Beim 13. der Bundesliga, dem KSC, waren gegen Altona immerhin Spieler wie Gustav Witlatschil, Jupp Marx, Gerhard Kentschke, Otto Geisert und Klaus Zaczyk im Einsatz gewesen. Mittelläufer Ebert hielt dabei den siebenfachen Bundesligatorschützen Otto Geisert in Schach. Am Mittwoch, den 3. Juni 1964, fand vor 15.000 Zuschauern das Halbfinalspiel gegen das von Max Merkel betreute München 1860 statt. In der 75. Minute hatte Rechtsaußen Peter Kautz die überlegen spielenden AFCler mit 1:0 in Führung gebracht. In der 85. Spielminute gelang den Münchner „Löwen“ durch Berti Kraus der 1:1-Ausgleichstreffer. Damit retteten sie sich die Münchner in die Verlängerung, wo sich die bessere Kondition des Bundesligisten und das überragende Können von Torhüter Petar Radenković am Ende zu einem 4:1-Erfolg durchsetzte. Ebert hatte sich in den überwiegenden Zweikämpfen gegen den Münchner Mittelstürmer und Torjäger Rudi Brunnenmeier behaupten können.
Zur Saison 1964/65 unterschrieb zwar Spielmacher Heiko Kurth beim Hamburger SV einen Lizenzspielervertrag, aber den Verantwortlichen glückte die Verpflichtung des Offensivtalentes Ulrich Kallius. Ansonsten blieb die Mannschaft von Trainer Kurt Krause zusammen, was vor allem in der Defensive für Sicherheit sorgte und sich am Rundenende mit lediglich 45 Gegentreffern niederschlug und damit der dritte Platz erreicht wurde. Ebert bestritt 25 Ligaspiele und war ab dem zehnten Spieltag immer dabei. Die Überlegenheit von Holstein Kiel war aber deutlich; mit zehn Punkten Vorsprung vor St. Pauli und elf vor Altona holten sich die „Störche“ die Meisterschaft 1965 und zogen in die Bundesligaaufstiegsrunde ein. Am 30. Spieltag, den 25. April 1965, glückte Ebert mit seinen Mannschaftskameraden ein 1:0-Auwwärtserfolg bei Holstein Kiel; der AFC hatte aber ab dem 1. Mai den Abgang von Trainer Krause zum Vizemeister St. Pauli zu verzeichnen, welcher in den letzten zwei Ligaspielen durch die Vereinslegende Werner Erb ersetzt wurde.
Im April 1965 wurde Peter Ebert in eine Auswahl der Regionalliga Nord in einem Spiel aus Anlass des „60-jährigen Bestehens des NFV“ in Hamburg gegen eine norddeutsche Bundesligaauswahl berufen. Das Spiel gewann die Regionalligavertretung mit 3:1 und im Kicker war am 20. April notiert: „Hervorragend, nahezu ohne jeden kleinen Fehler die gesamte Abwehr der Regionalligaauswahl mit den noch hervorstechenden Gerstle (VfV Hildesheim) im Tor, Porges (St. Pauli) als Stopper, Ebert (AFC) und Kafka (Arminia Hannover) als Verteidiger.“
Als vor der Runde 1965/66 mit Framheim, Neudorf, Pape, Somann und Wendlandt langjährige Weggefährten die AFC-Zeit beendeten und während der Runde auch noch der anfänglich hoffnungsvolle Torjäger Peter Kautz seine Laufbahn verletzungsbedingt viel zu früh beenden musste, war die Wahrscheinlichkeit des sportlichen Rückschrittes bei den Schwarz-Weiß-Roten nicht von der Hand zu weisen. Mit 31:33 Punkten erreichten Ebert und Kollegen noch den respektablen 10. Tabellenrang. In 19 Ligaspielen hatte Ebert die Mittelläuferrolle ausgeübt und dazu beigetragen, dass die Mannschaft aus Bahrenfeld in 32 Ligaspielen nur 47 Gegentore hatte hinnehmen müssen. Das Manko waren die nur 41 erzielten Tore; lediglich der VfV Hildesheim (35) und der Tabellenletzte SC Victoria Hamburg (36) erzielten noch weniger Treffer wie der AFC. Nach insgesamt 80 Ligaeinsätzen mit drei Toren schloss sich Ebert zur Saison 1966/67 dem Ligakonkurrenten SC Concordia Hamburg in Wandsbek an.

#### SC Concordia Hamburg, 1966 bis 1969
Zur Mannschaft von Trainer Martin Wilke kam 1966 neben Ebert auch noch vom Hamburger SV der Offensivspieler Claus Vogler. Der Tabellenneunte des Vorjahres verbesserte sich auf 36:28 Punkte und war damit hinter dem FC St. Pauli auf dem 6. Rang der zweitbeste Hamburger Regionalligavertreter in der Saison 1966/67. Ebert, der bewährte Defensivakteur aus Altona, stabilisierte „Cordi“ in der Verteidigung und Vogler erzielte in 29 Ligaspielen 15 Tore für die Mannschaft aus Wandsbek und war damit unangefochten der beste Torschütze. Die Runde eröffnete „Cordi“ am 14. August 1966 mit einem 1:1-Heimremis gegen den späteren Vizemeister SC Göttingen 05. Bewährte Mitspieler von Ebert bei Concordia waren Torhüter Harald Voigt, Claus Martens, der spätere Rekordspieler der Regionalliga Nord Horst Engel, Werner Bayerl, Jochen Buchner, Heiner Castorff, Manfred Junke und Dirk Stülcken.
Mit der Runde 1968/69, Ebert hatte alle 32 Ligaspiele als Mittelläufer absolviert und „Cordi“ belegte den 12. Rang, beendete der Abwehrrecke seine Aktivität in Hamburg und schloss sich dem Ligarivalen Phönix Lübeck zur Saison 1969/70 an. Insgesamt hatte er von 1966 bis 1969 für Concordia 94 Regionalligaspiele (1 Tor) bestritten.

#### Phönix Lübeck, 1969 bis 1971
Die Blau-Weiß-Roten vom Stadion an der Travemünder Allee verloren im Sommer 1969 die herausragenden Spieler Siegfried Beyer und Peter Nogly an den Bundesligisten Hamburger SV. Da auch Aufstiegstrainer Reinhold Ertel nicht mehr im Amt war und jetzt von Emil Izsó abgelöst war, waren die sportlichen Begebenheiten bei Phönix nicht besonders gut als Peter Ebert seine Spielertätigkeit aufnahm. Immerhin standen noch Jochen Aido, Wolfgang Bordel und Torhüter Jürgen Stars zur Verfügung. Die Spielzeit war geprägt durch den Kampf gegen den Abstieg, der am Rundenende mit 24:40 Punkten auf dem 13. Rang platziert, erfolgreich bestanden wurde. Ebert hatte 20 Ligaeinsätze bestritten, darunter auch das letzte Rundenspiel am 21. Mai 1970 gegen Bremerhaven 93, welches vor der Minikulisse von 750 Zuschauern mit 1:0 gewonnen wurde. In seinem zweiten Phönix-Jahr, 1970/71, bestritt der erfahrene Abwehrspieler 31 der 34 Ligaspiele und wiederholte mit seiner Mannschaft, welche durch Wolfgang Pramann im Angriff verstärkt worden war, die Endplatzierung mit dem 13. Tabellenrang. Ebert bestritt in zwei Runden 51 Regionalligaspiele für Phönix Lübeck und ging im Sommer 1971 in das Amateurlager zu Eintracht Garstedt zurück.
Insgesamt werden für Ebert in der Regionalliga Nord 225 Ligaeinsätze mit vier Toren aufgelistet.